# حزب مصر بلدي
حزب مصر بلدي هو حزب مصري حديث الإنشاء أعلن عن تأسيسه يوم 24 يوليو 2014 من قبل اللواء أحمد جمال الدين واللواء قدرى ابو حسين 
رئيس الحزب حاليا هو اللواء سيف الإسلام عبدالباري ونائب رئيس الحزب الدكتور رابح رتيب بسطا استاذ المالية العامه وعميد كلية الحقوق. وأمين عام التنظيم الدكتور سعيد شحاته 

## التاريخ
ترأس قدري أبو حسين الحزب بصفته وكيل مؤسسين حتي وفاته في 9 يوليو 2018 ثم عُقد المؤتمر العام الأول للحزب في 10 نوفمبر 2018 وانتخب اللواء سيف الإسلام عبد الباري رئيسا للحزب بالتزكية
وفي أول يونيو 2020 وفقا لتوجهات رئيس الحزب اتخذت إجراءات عملية تحديث الحزب وإعادة هيكلته بالاعتماد علي طاقات الشباب ورأس المال الفكري فعُين الدكتور مصطفي السيد شربيني أمين عام ونائب رئيس الحزب
ثم تواصلت عمليات ضم قيادات كبيرة بالأمانة العامة من الشباب والنساء والمفكرين والعلماء وأيضا في المحافظات، فقام الحزب بافتتاح 20 مقرا رئيسيا بخلاف أكثر من 75 مقر بالمراكز والأقسام بمحافظات الجمهورية المختلفة لكي يستعد الحزب خلال الفترة المقبلة بخوض انتخابات المحليات في جميع المحافظات،  وقد شهد الحزب تطويرا جديدا في توجهاته من حيث تبني قضايا الشباب فكان رائدا في عمل برامج التنشئة السياسية للشباب وذلك منذ شهر أكتوبر 2020 وضعه هذا في مقدمة الأحزاب الكبرى نظرا لإقبال القيادات الانضمام له ومن المنتظر أن يكون له شأن كبير في السياسة المصرية وخاصة في الانتخابات المجالس المحلية القادمة حيث يقوم الحزب حاليا بعملية الانتشار النوعي لكافة فئات المجتمع والانتشار الجغرافي في جميع محافظات الجمهورية[دعاية ترويجية]

## رؤية الحزب
يتطلع المنتمون لحزب مصري بلدي إلى بناء كيان حزبى قوي ومشرف ليكون قوة كبيرة علي الساحة السياسية، وان يمارس العمل السياسي باستقلالية، ووفق أخلاقيات العمل السياسي
وقيم حديثة وأصيلة تنبع من داخله وليس استنساخا لتجارب أخرى، وان يكون له دور فاعل في العملية السياسية تقوم على الحوكمة والنزاهة والشفافية، والإيمان بحق جميع أبناء الوطن في ممارسة العمل السياسي دون تصنيف أو تجنيب وتفعيل امكانياته العظيمة التي يمتلكها من طاقات الشباب وراس المال الفكري

## رسالة الحزب
كان تأسيس حزب مصر بلدي من اجل القيام برسالته في الحياة السياسية والاجتماعية بما يخدم الصالح العام ورفعة الوطن من أجل المواطن، وتقوم رسالة حزب مصر بلدي على أهداف أساسية من بينها:
- تحقيق طموحات الشعب المصري في العيش والحرية والعدالة الاجتماعية.
- حشد كافة الطاقات والإمكانات لدعم الأمن والاستقرار.
- تحقيق التنمية المستدامة وإقامة دولة العدل والقانون.
- التأكيد على الحريات العامة وحقوق الإنسان .. وإلغاء صور التمييز بين المواطنين.
- تبني سياسة خارجية تحقق الحفاظ على الأمن القومي واستقلال الوطن.
- تقديم كوادر وقيادات من الشباب والمرأة بعد تدريبهم علي برامج التنشئة الشبابية التي يتبناها الحزب